# Poprad
za istoimensko reko glej Poprad (reka)
Poprad (madžarsko  Poprád, nemško Deutschendorf) je mesto s pribl. 55.000 prebivalci v severovzhodnem delu Slovaške ob istoimenski reki. Je približno 65 km zahodno od Prešova, ob vznožju Visokih Tater.
Ozemlje, ki so ga že poprej poseljevali Slovaki, so v 13. stoletju (po mongolskem vpadu leta 1241) kolonizirali Nemci. Prvič je pisno omenjeno leta 1256. Med letoma 1412 in 1770 je spadalo pod Poljsko. V tem času je to bilo razmeroma nepomembno mesto, kjer so med 16. in 18. stoletjem kopali baker. Pomen je začelo pridobivati leta 1871 po izgradnji železniške proge med Košicami in Bohumínom, ko se je pričela industrializacija. Leta 1908 je bila zgrajena ozkotirna električna železnica do letovišč v Visokih Tatrah. Med drugo svetovno vojno je tu bilo manjše koncentracijsko taborišče. Po vojni so mesto združili s prej samostojnimi naselji Spišská Sobota, Veľká (oboje 1946), Stráže pod Tatrami (1960) in Matejovce 1974 v enotno mesto, ki je doživelo skokovit porast prebivalstva.
Danes je to industrijsko mesto, z izjemo majhnega osrednjega dela (Trg. sv. Egidija z istoimensko evangeličansko cerkvijo) turistično nezanimivo. Kljub vsemu pa zaradi lege ob pomembni cestni in železniški povezavi med vzhodom in zahodom države pritegne precej obiskovalcev, ki ga uporabljajo kot izhodišče izletov v Visoke Tatre (tudi s prej omenjeno gorsko železnico), narodni park Slovenský raj in bližnja zgodovinska mesta v nekdanji pokrajini Spiš, npr. Kežmarok, Levoča, Spiški grad. Mesto je večkrat neuspešno kandidiralo za prireditelja zimskih olimpijskih iger.
Eno od današnjih predmestij Poprada je tudi Spišská Sobota (madžarsko Szepesszombat, nemško Georgenberg), ki je najstarejša izmed vseh današnjih predelov mesta. Prvič omenjena leta 1268, je bila že konec 12. stoletja, takrat še poseljena pretežno s Slovaki, tržno naselje. Tako je tudi kot prva dobila mestne pravice in bila cehovsko, trgovsko in kulturno središče območja ter konkurirala Levoči in Kežmaroku. Pomen proti Popradu je začela izgubljati, ko je leta 1871 skozi slednjega stekla železnica. Leta 1927 se je tja najprej preselil sedež okrožja, leta 1946 pa so jo pripojili Popradu. To nekdanje mesto danes šteje približno 2700 prebivalcev, njegovo zgodovinsko središče z meščanskimi hišami in cerkvijo pa je spomeniško zaščiteno.

## Demografija
| Leto          | 1994   | 2004    | 2014    | 2024    |
| ------------- | ------ | ------- | ------- | ------- |
| Število ljudi | 54.803 | 55.404  | 52.316  | 48.352  |
| Razlika       |        | +1,09 % | −5,57 % | −7,57 % |

| Leto          | 2023   | 2024    |
| ------------- | ------ | ------- |
| Število ljudi | 48.741 | 48.352  |
| Razlika       |        | −0,79 % |